# Almo Collegio Borromeo
L'Almo Collegio Borromeo, fondato nel 1561 da San Carlo Borromeo, ha sede a Pavia ed è il collegio di merito più antico d'Italia tuttora in attività. Il collegio è legalmente riconosciuto dal Ministero dell'università e della ricerca come ente di alta qualificazione culturale. Aderisce dal 1997 alla conferenza dei collegi universitari di merito e figura tra gli enti fondatori dell'Istituto universitario di studi superiori (IUSS) di Pavia.

## Finalità e servizi

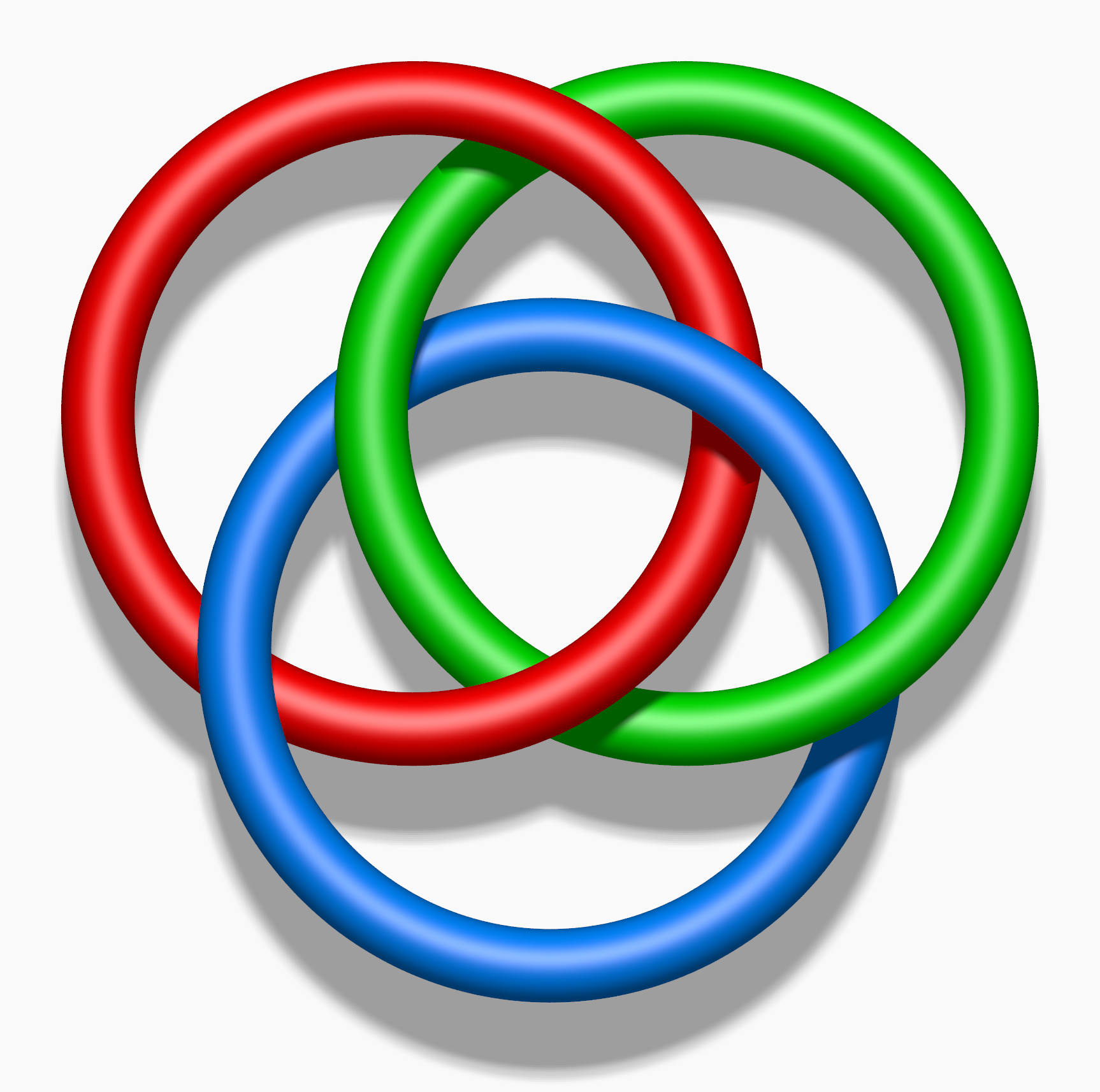
Gli anelli borromaici, che rappresentano l'unione delle tre famiglie Borromeo, Visconti e Sforza. L'immagine mostrata è illusoria: secondo il teorema di Freedman e Skora, infatti, in tre dimensioni gli anelli borromaici non possono essere circolari, ma per forza ellittici.

Il collegio Borromeo venne creato per ospitare giovani promettenti che si trovassero in condizione di disagio economico, finalità che tuttora caratterizza la Fondazione Collegio Borromeo. Per la sua fondazione furono soppressi due conventi e i loro beni conferiti al collegio. Fin dalle origini: 
(Statuto del Collegio Borromeo di Pavia, Regio Decreto n.1598 del 2 ottobre 1940)
 Il 10 maggio 2009 è stata inaugurata la sezione femminile, adiacente all'edificio storico. Il collegio Borromeo accoglie studenti e studentesse dell'università di Pavia, selezionati tramite un concorso pubblico annuale. I servizi offerti dall'Almo Collegio, oltre al vitto e all'alloggio, riguardano attività di formazione parallela e integrativa a quella universitaria. L'ammissione al collegio Borromeo consente l'accesso ai corsi ordinari dell'istituto universitario di studi superiori (IUSS) di Pavia, secondo le norme del relativo bando di concorso.
Dal 2010 è attivo un accordo di scambio con il Corpus Christi College di Cambridge che permette agli alunni del Collegio la possibilità di un'esperienza all'estero presso l'università di Cambridge. Il collegio dispone anche di un coro e un'orchestra e dal 2012 è sede della Pavia Cello Academy.

## Architettura

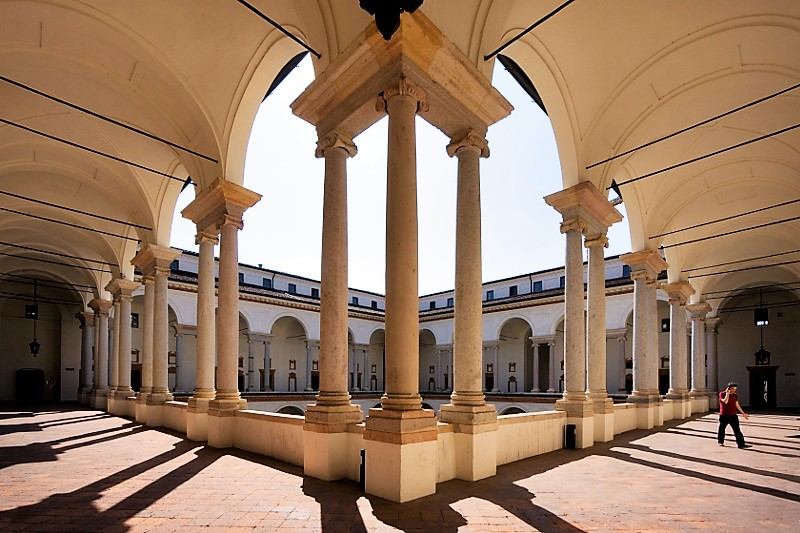
Il loggiato del collegio Borromeo

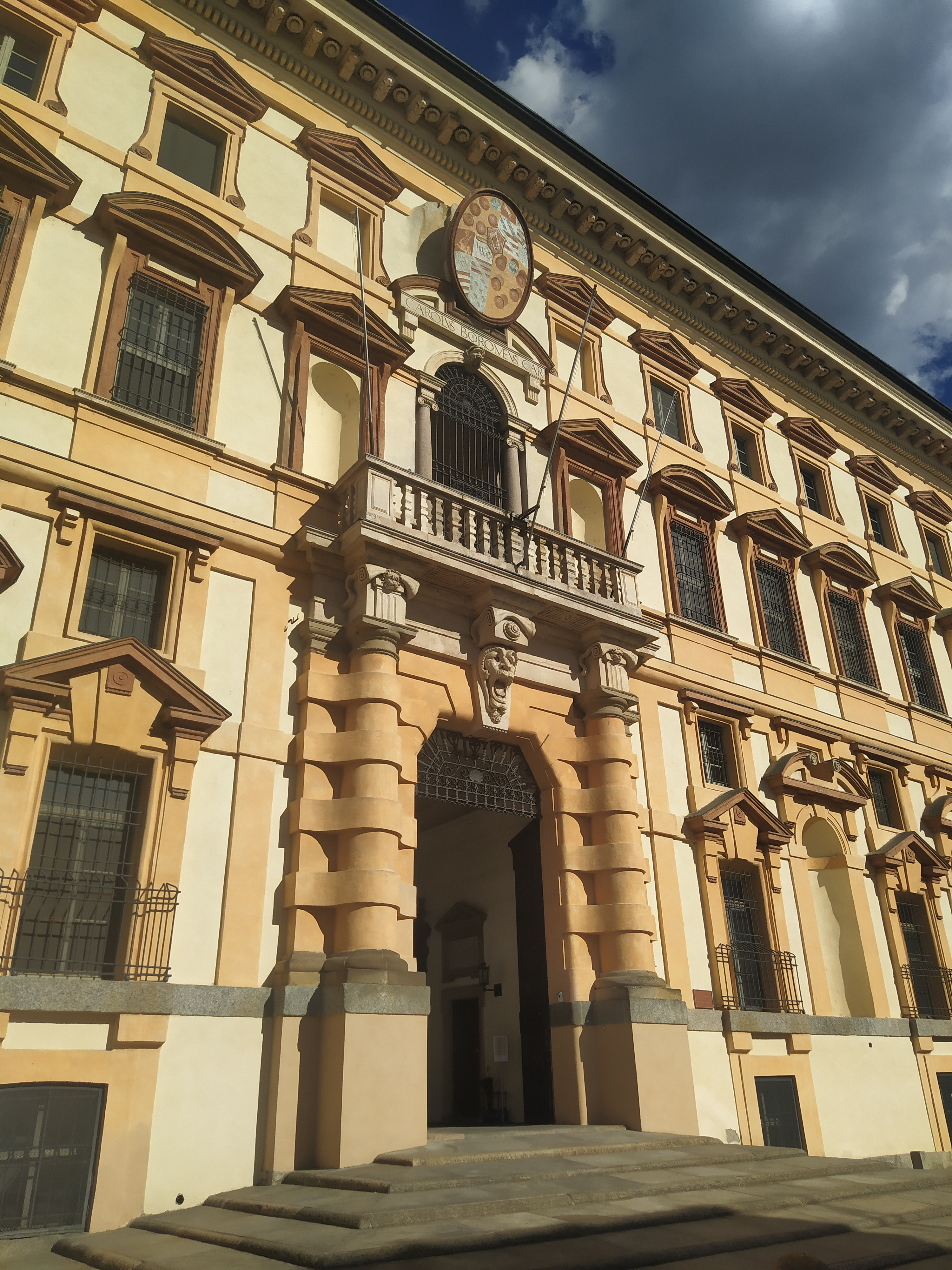
Particolare della facciata

L'edificio che ospita il collegio, disegnato da Pellegrino Tibaldi, è realizzato in stile manieristico con un lato esposto sul Ticino e circondato dai giardini e orti borromaici. Sulle diverse facciate di questo "palazzo per la sapienza", così definito dal Vasari, campeggiano numerosi gli stemmi ed emblemi delle casate Borromeo e Medici. Pellegrino Tibaldi completò la grande corte interna provvista di doppio loggiato retto da colonne binate in granito di Baveno e Montorfano e pietra d'Angera. Il progetto venne proseguito da Francesco Maria Richini e completato, entro gli anni '20 del Seicento, con due corpi di fabbrica sul lato orientale, protesi verso il giardino all'italiana. Dell’architetto milanese sono anche i disegni della fontana barocca posta in fondo al giardino e quello della cancellata in ferro battuto che separa il cortile dal giardino all'italiana. Un ulteriore intervento architettonico di rilievo fu quello di Leopoldo Pollack al quale fu affidato, in seguito all'abbattimento nel 1819 dell'adiacente chiesa romanica di san Giovanni in Borgo, il compito di completare la facciata meridionale del collegio seguendo il modello delle altre. Sul terreno acquisito a seguito della demolizione si estende il giardino all'inglese, affacciato sul Ticino e su piazza del Collegio Borromeo. Risulta inoltre connesso con l’area degli orti borromaici: un'ampia zona derivante da progressivi acquisti e annessioni di terreni un tempo appartenuti a conventi e istituzioni caritatevoli.
Le stanze e gli spazi del palazzo sono così distribuiti nei diversi piani: 
- interrato: biblioteca, palestra, aule per seminari e sale ricreative
- piano terra: loggiato, cortile, refettorio, cappella, appartamento del rettore, uffici amministrativi, sale di studio
- piano ammezzato o "Mezzanino": alloggi per gli ospiti e per gli studenti (anche nel "Sangiovannino basso")
- piano nobile o "Nobile": secondo loggiato, sale di rappresentanza ("Sala bianca" e "Salone degli affreschi"), appartamento del principe, alloggi per gli studenti (anche nel "Sangiovannino alto")
- secondo ammezzato o "Paradiso": alloggi per gli studenti
- mansarda o "Iperuranio": alloggi per gli studenti

Sul lato meridionale si trovano due sezioni separate: "Sangiovannino basso" e "Sangiovannino alto", sempre destinate ad alloggi per gli studenti.
Sono state ricavate, nel XIX secolo, dalla demolizione della chiesa di san Giovanni in Borgo e risultano connesse al corpo principale dell'edificio rispettivamente a livello del Mezzanino e del piano nobile.
Le stanze del palazzo sono anche classificate a seconda dei diversi lati dell'edificio: 
- "Piazza" sul lato occidentale, rivolto verso piazza Borromeo
- "Vicolo" sul lato settentrionale, rivolto su via Cardinal Tosi
- "Giardino", "Sangiovannino basso" e "Sangiovannino alto", sul lato meridionale, affacciati sul giardino all'inglese
- "Richini", sul lato orientale, affacciato sul giardino all'italiana.  Ospita ai piani superiori (Nobile e Paradiso) la "Sala bianca" e il "Salone degli affreschi"

### Sale di rappresentanza
La Sala bianca, posta al piano nobile, lato Richini del Collegio, è utilizzata per seminari e conferenze. Ospita circa 100 persone ed è caratterizzata da alte porte lignee settecentesche in verde pastello e lamina dorata. Quadri dei patroni del Collegio, membri della famiglia Borromeo, ne decorano le pareti.
Il Salone degli affreschi, adiacente alla sala bianca, prende il nome da una serie d'affreschi che illustrano diversi momenti della vita di Carlo Borromeo, fondatore del Collegio. Ha una capienza di circa 200 persone e viene utilizzato per congressi, convegni e concerti. Sulle pareti orientale e occidentale, non affrescate, è appesa una serie di quadri rappresentanti cardinali della famiglia Borromeo di varie epoche. Gli affreschi, dovuti a Cesare Nebbia, Federico Zuccari ed aiuti, furono realizzati all'inizio del '600 su commissione di Federico Borromeo; coprono la parete d'ingresso (Nord), quella di fondo (Sud) e il soffitto del salone. Gli affreschi parietali di dimensioni maggiori si riferiscono alla nomina cardinalizia di Carlo Borromeo e a vari episodi relativi alla peste del 1576-1577, detta "peste di San Carlo".  Un elenco non esaustivo delle rappresentazioni del Salone degli affreschi include:
- Imposizione del cappello cardinalizio a Carlo Borromeo, Zuccari (parete meridionale)
- Carlo Borromeo durante la peste di Milano del 1576, Nebbia (parete settentrionale)
- La traslazione delle reliquie di proto martiri, Nebbia (grande ovale centrale)
- Pellegrinaggio di Carlo a Torino per adorare la Sindone e incontro con i duchi di Savoia, Nebbia
- Carlo Borromeo fonda i Collegi, i Seminari e la congregazione degli Oblati, Nebbia
- Carlo in pellegrinaggio al sacro Monte di Varallo, Nebbia
- Funerali di Carlo Borromeo, Nebbia

### La Cappella
La Cappella, dedicata a Santa Giustina, la patrona dei Borromeo, e a San Carlo Borromeo, fu ultimata nel 1581 ed è regolarmente officiata.  Esternamente presenta un’importante portale secentesco in marmo, sormontato dal busto di San Carlo. La volta a botte è decorata con gli affreschi più antichi del Palazzo, realizzati dal pittore Giovanni Battista Muttoni nel 1579, in stile tardomanierista, e rappresentano quattro scene dell’Antico Testamento, inserite in quadrature prospettiche e incorniciature multiple ed esuberanti, fitte di ornati geometrici, bordure di frutti e verdure e decorazioni a grottesca. Le pareti sono affrescate nel 1909 da Manlio Oppio, Osvaldo Bignami: nei quattro tondi si affacciano i Santi Patroni del Collegio e degli studenti universitari. Il pavimento è quello originale cinquecentesco, in cotto lombardo, con le tipiche venature bicrome che ricordano il legno, mentre la cantoria fu aggiunta nel XIX secolo.

### Alloggi
Gli alloggi degli studenti sono distribuiti tra i seguenti piani: ammezzato ("Mezzanino"), piano nobile ("Nobile"), secondo ammezzato ("Paradiso") e mansarda ("Iperuranio"). Sul lato meridionale si trovano inoltre le sezioni separate del piano ammezzato ("Sangiovannino basso") e del piano nobile ("Sangiovannino alto").  Gli alloggi degli alunni sono inoltre classificati a seconda dei diversi lati dell'edificio: "Piazza" sul lato occidentale; "Vicolo" sul lato settentrionale; "Giardino", "Sangiovannino basso" e "Sangiovannino alto" sul lato meridionale.

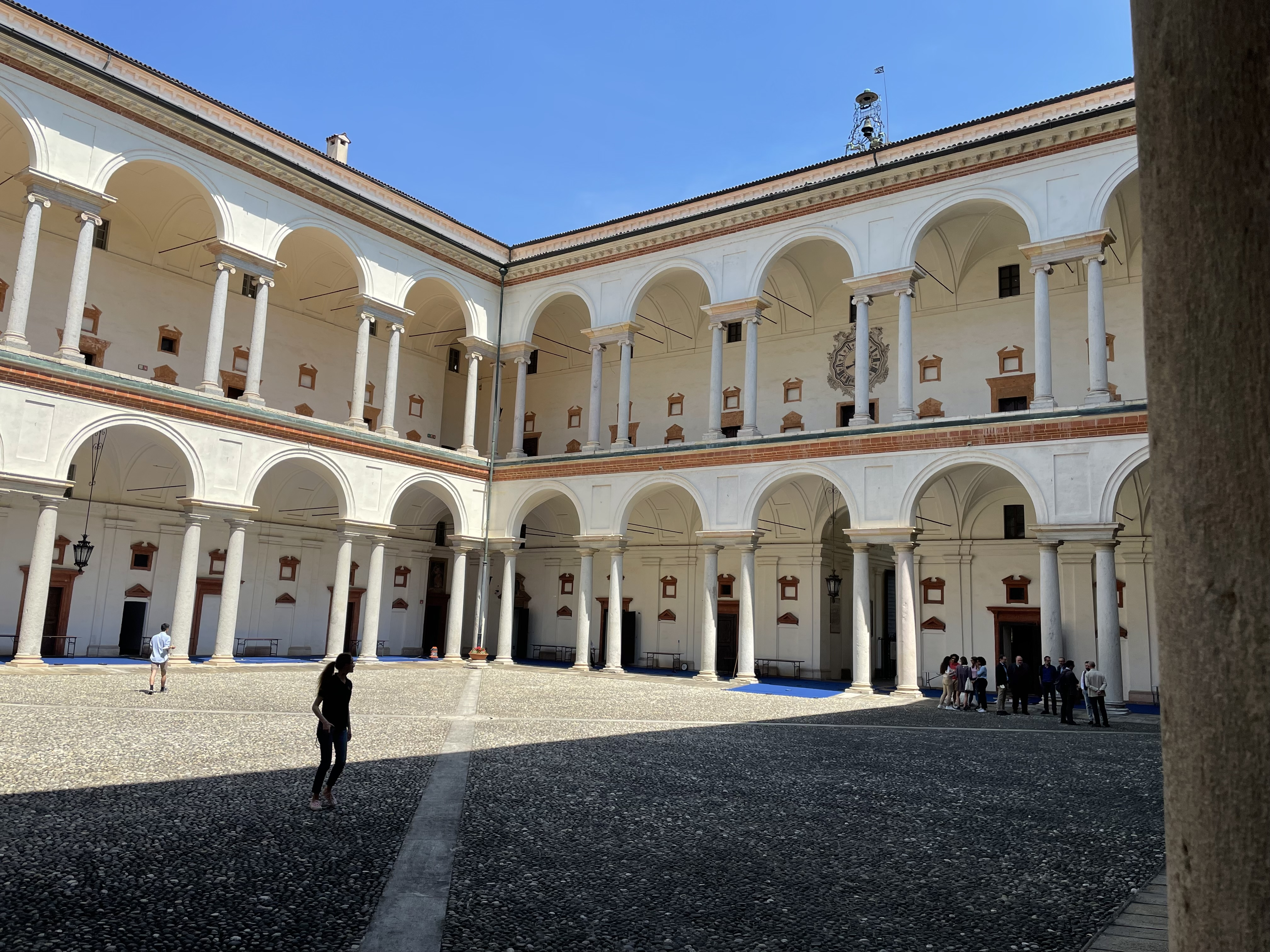
Il cortile principale.
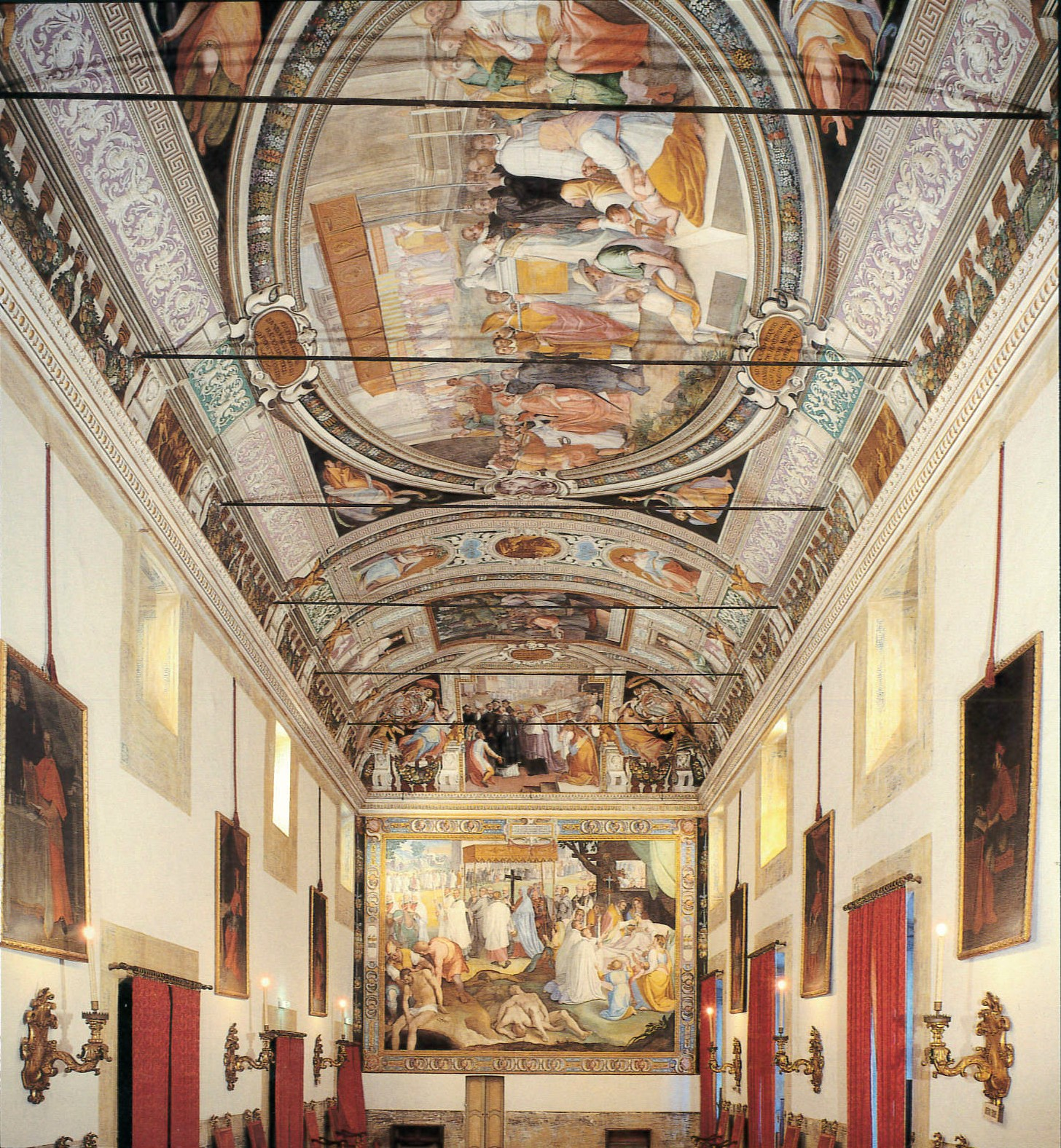
Il salone degli affreschi.
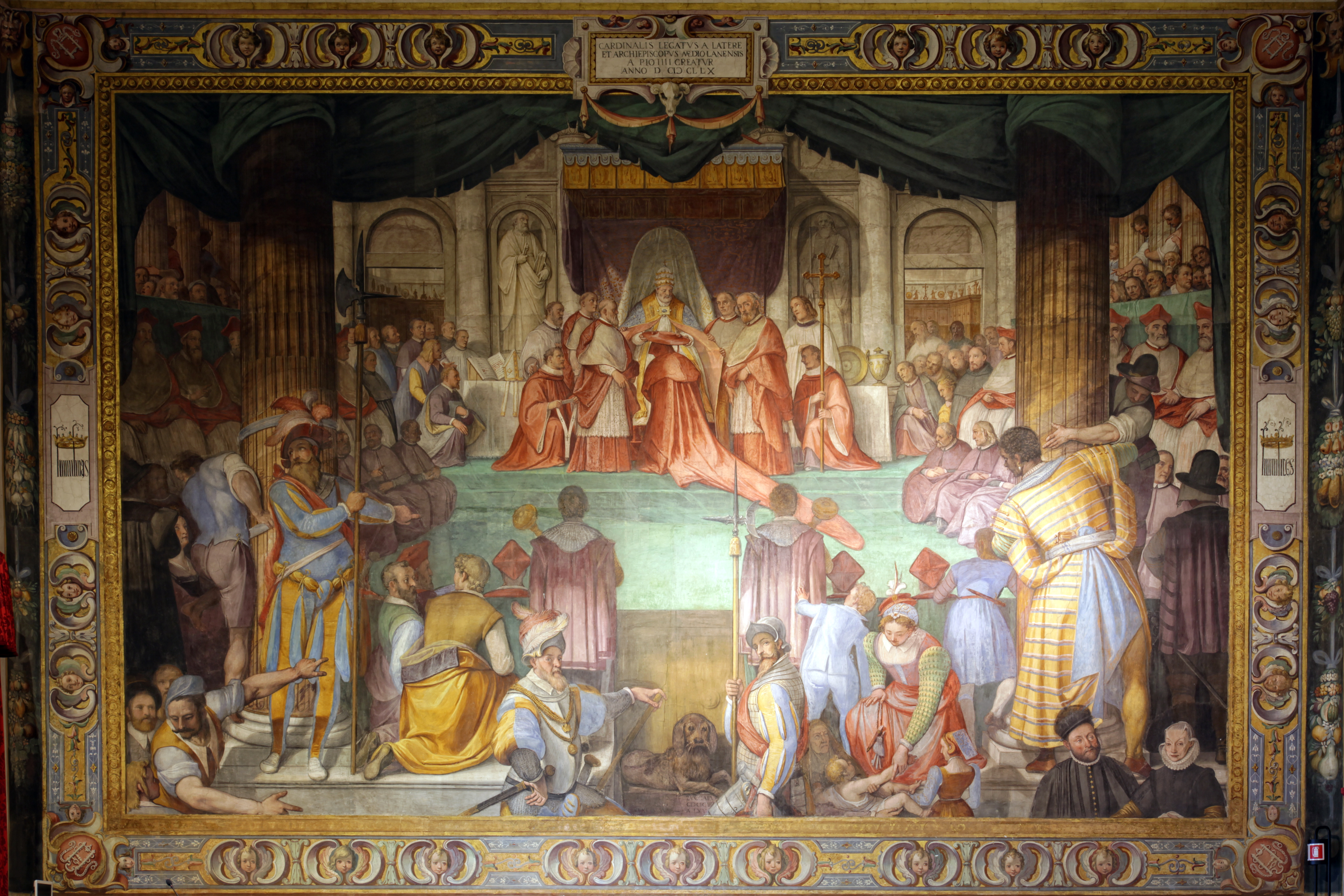
Federico Zuccari, Imposizione del cappello cardinalizio a San Carlo Borromeo.
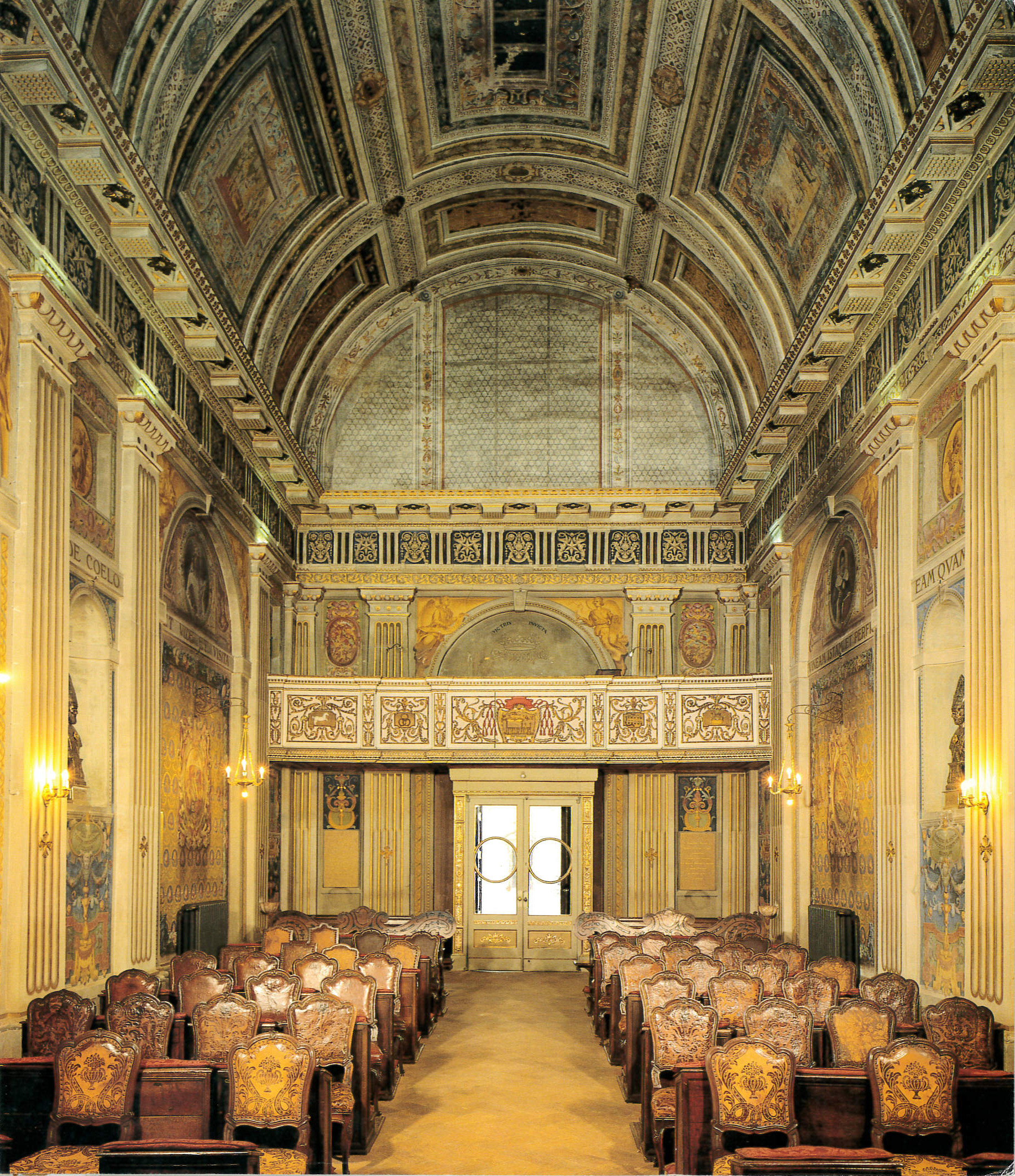
La capella.
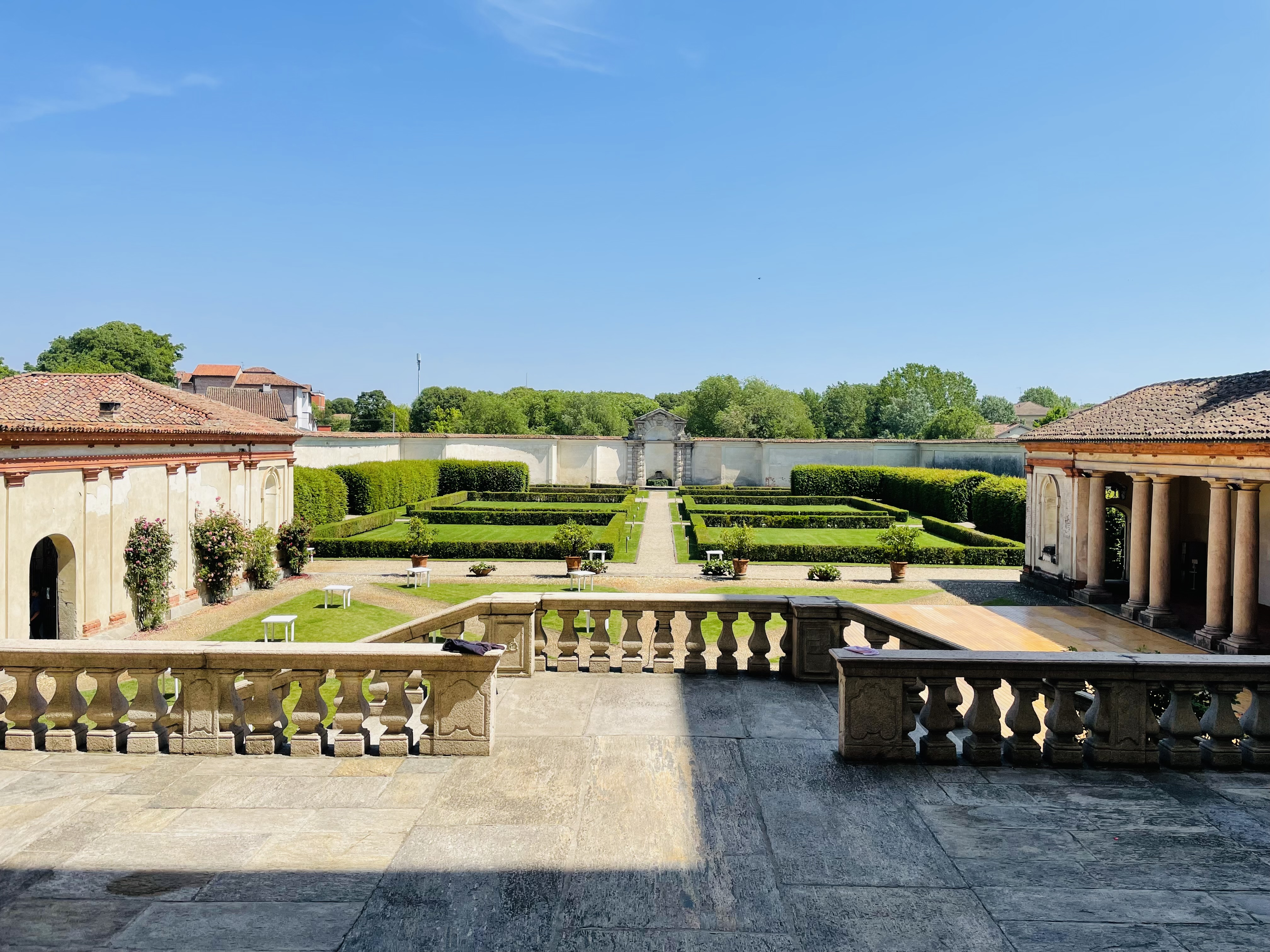
Francesco Maria Richini, giardino all'italiana.
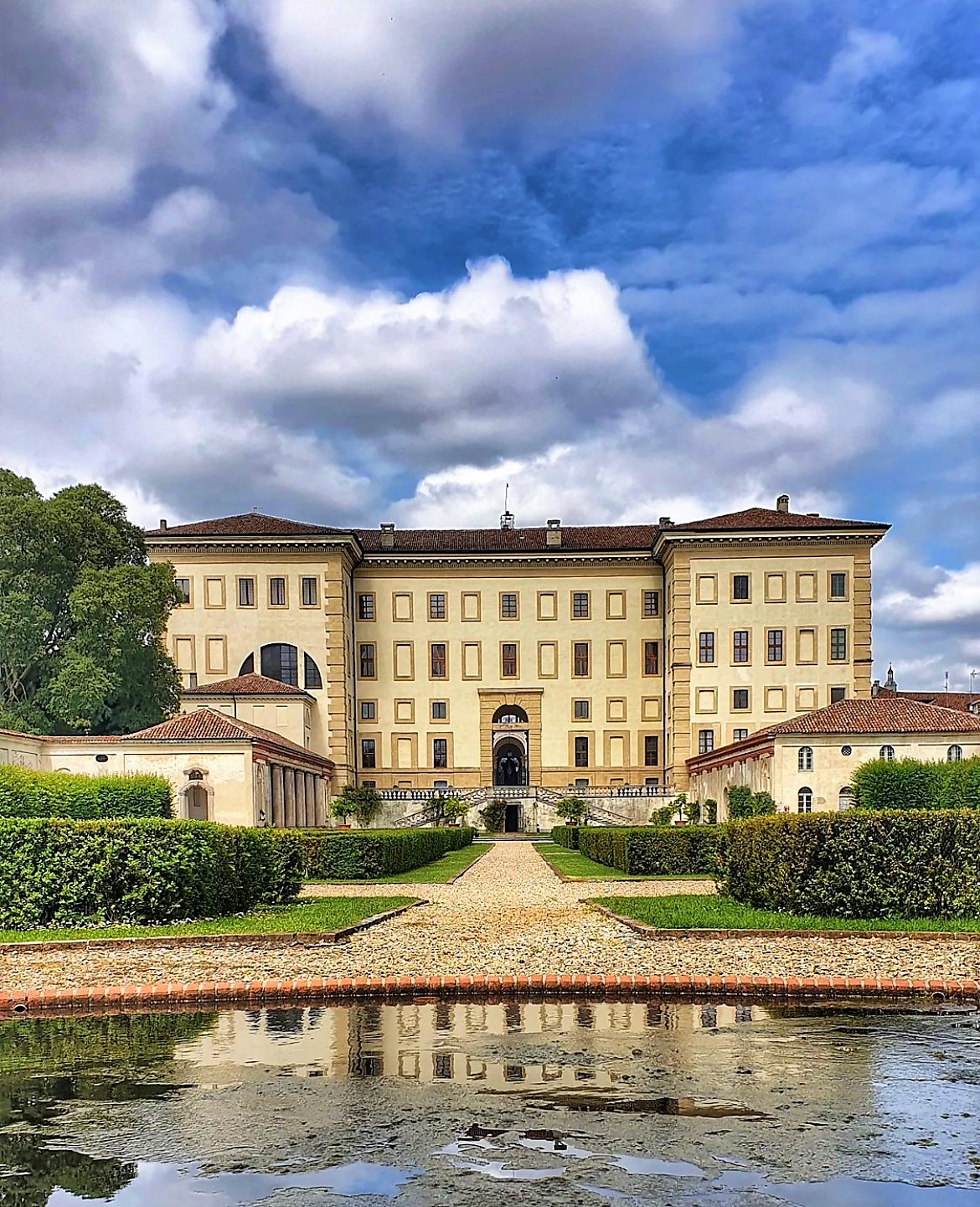
Giardino all'italiana.

### La biblioteca e l'archivio
Dentro al cortile, al piano terreno, si trova la biblioteca che verosimilmente cominciò a formarsi già nei primi anni di attività del nuovo collegio. Va infatti evidenziato che le ore dei collegiali erano scandite dalla lettura, dato che, oltre allo studio, a turno dovevano leggere nel refettorio durante i pasti. Inoltre il collegio era tenuto a fornire (in prestito) ai collegiali i costosi volumi necessari per lo studio delle discipline universitarie e fu proprio per venire incontro a tela esigenza che, fin dai primissimi d’esistenza del collegio, cominciarono a formarsi le prime raccolte librarie. Nei secoli seguenti, la biblioteca è stata costantemente arricchita sia tramite l’acquisto di nuovi volumi, sia grazie alla donazione di fondi librari, gran parte di essi per lascito da parte di grandi intellettuali e studiosi, alcuni dei quali furono allievi del collegio. L’archivio del Collegio Borromeo conserva non solo la documentazione riguardante l’ente (compresa la bolla emanata da papa Pio IV il 15 ottobre 1561 con la quale era istituito il collegio), ma anche parte dell’archivio del monastero di San Maiolo, le cui proprietà fondiarie passarono nel 1564 al collegio, documentazione donata da ex alunni o docenti universitari e la fototeca, parzialmente digitalizzata.

### Giardini
I due giardini del Collegio riflettono l'estetica e il clima culturale delle epoche in cui furono realizzati. Quello all'italiana, del XVI-XVII secolo, è caratterizzato da basse siepi regolari disposte geometricamente, simmetriche rispetto all'asse centrale che va dal portale in ferro alla fontana, entrambi del Richini. Quello all'inglese, del XIX secolo, ha disposizione irregolare e le specie vegetali sono diverse e diversamente collocate, per produrre un effetto "naturale" caro all'estetica romantica. Gli orti borromaici, ampia area verde ad est del Collegio, lo isolano dal contesto urbano circostante e rendono i due giardini oasi di pace e silenzio incastonate nella città di Pavia.

### Horti Borromaici

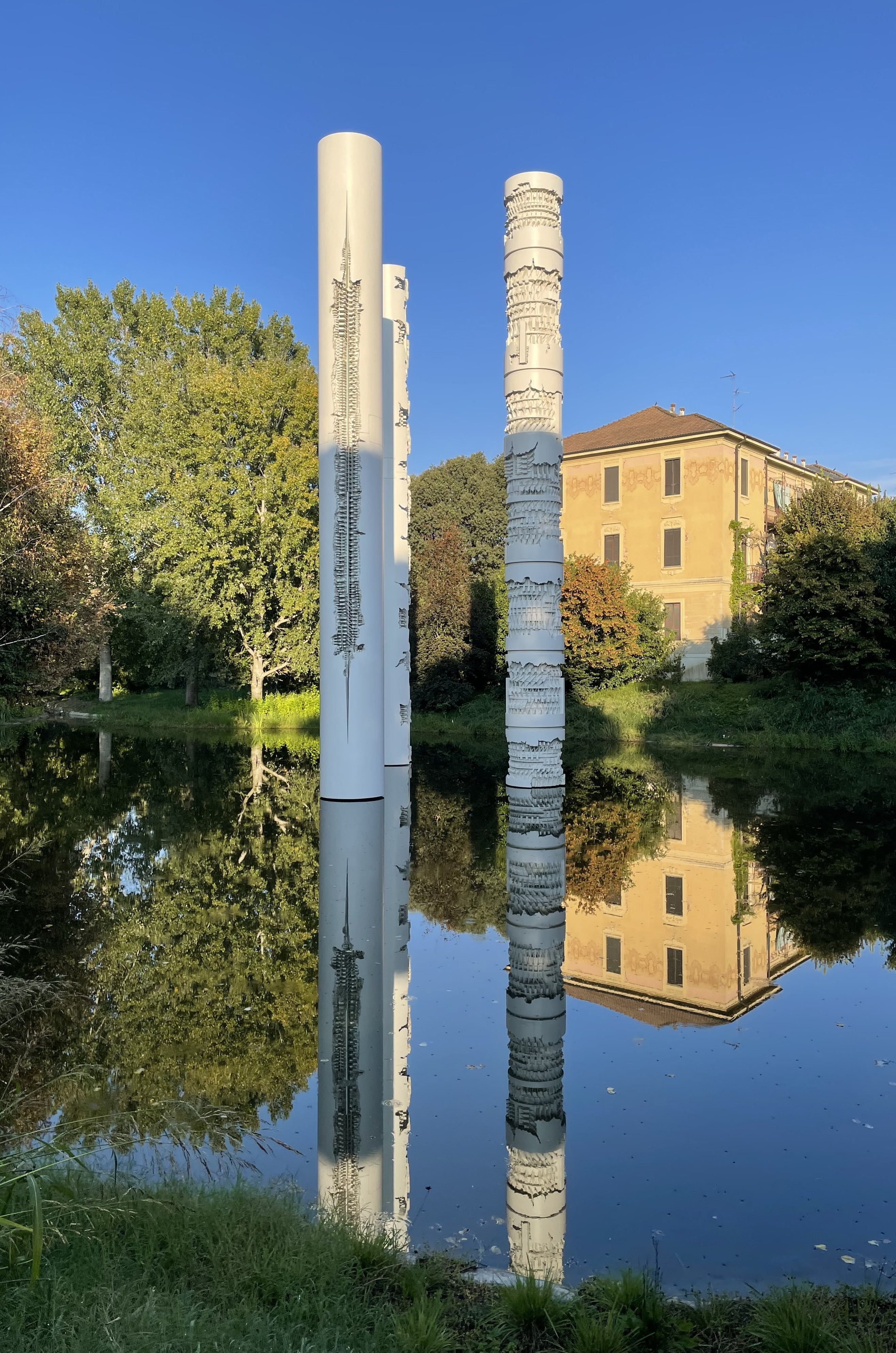
Arnaldo Pomodoro, Triade, 1979, Horti Borromaici.

Gli Horti Borromaici sono un vasto parco urbano (che si estende per circa 3,5 ettari) situato all'interno del centro storico di Pavia, Tra il Collegio e il Ticino, dove l'habitat naturale s'incontra con l'arte contemporanea, i saperi e l'inclusione sociale. Essi nacquero nella seconda metà del XVI secolo, quando cominciarono a essere sfruttati per la coltivazione delle piante da frutto, dei vigneti e dei prodotti dell’orto necessari al sostentamento degli alunni del collegio. Gli Horti conservarono una destinazione agricola fino alla seconda metà del XX secolo, finalità che permise agli Horti di sfuggire all’espansione urbanistica degli anni ’50 e ’60 del Novecento. Nel 2022, l’amministrazione dell’Almo Collegio Borromeo decise di riqualificare l’area, trasformando gli Horti in una grande spazio pubblico, aperto gratuitamente. Il parco comprende una vasta area naturalistica, caratterizzata da percorsi d’acqua, dove sono stati realizzati diversi habitat per valorizzare e salvaguardare la biodiversità, all'interno della quale sono stati messi oltre 3.000 alberi e arbusti autoctoni e un'area espositiva en plein air di arte contemporanea, dove sono esposte opere di: Arnaldo Pomodoro, Nicola Carrino, Gianfranco Pardi, Luigi Mainolfi, Mauro Staccioli, Salvatore Cuschera, Ivan Tresoldi e David Tremlett.

## Rettori
Elenco cronologico dei rettori:
- Giovanni Battista Sommaruga (1588-1596)
- Bernardo Rainoni (Rainonus) (1597-1599)
- Giovanni Clerici (1599-1603)
- Giovanni Battista Rubieres (1603-1604)
- Gaspare da Ponte (1604-1608)
- Bernardo Porro (1608-1615)
- Giovanni Battista Luini (1615-1617)
- Giovanni Battista Dardanoni (1617-1621)
- Antonio Isacco (1621-1624)
- Giulio Mascaro (1624-1629)
- Giovan Pietro Greppi (1629-1636)
- Carlo Barnaba Carcano (1636-1642)
- Giovanni Maria Centinelli (1642-1643)
- Antonio Ripa (1643-1646)
- Cesare Cattaneo (1646-1649)
- Carlo Valliani (1649-1650)
- Pietro Giacomo Silvetti (1649-1653)
- Antonio Maria Biraghi (1654-1656)
- Lorenzo Sormani (1656-1657)
- Orazio Baronerio (1657-1667)
- Ludovico Buzzi (1666-1672)
- Domenico Feriolo (1672-1673)
- Francesco Antonio Lappi (1673-1681)
- Carlo Francesco Longhi (1681-1684)
- Giovanni Ambrogio Torrecchini (1684-1689)
- Giuseppe Rusca (1689-1694)
- Antonio Marinoni (1694-1697)
- Carlo Giacomo Cattaneo (1697-1707)
- Enrico Del Giudice (1707-1718)
- Giacomo Morandi (1718-1731)
- Carlo Guenzato (1731-1733)
- Giovanni Battista Bianchi (1733-1746)
- Giovanni Battista Panzeri (1746-1754)
- Michele da Sangiorgio (1754-1757)
- Giuseppe Monza (1757-1769)
- Alessio Nava (1769-1775)
- Luigi Reina (1775-1799)
- Bernardo Gattoni (1799-1809)
- Giacomo Correggio (1809-1831)
- Giovanni Villa (1831-1835)
- Giuseppe Villa (1835-1856)
- Luigi Fumagalli (1856-1873)
- Giuseppe Chiozza (1873-1905)
- Rodolfo Majocchi (1905-1919)
- Leopoldo Riboldi (1920-1927)
- Giuseppe Molteni (1927-1928)
- Rinaldo Nascimbene (1928-1939)
- Cesare Angelini (1939-1961)
- Luigi Belloli (1961-1969)
- Ambrogio Valsecchi (1969-1971)
- Angelo Comini (1971-1989)
- Ernesto Maggi (1989-2012)
- Paolo Pelosi (2012-2016)
- Alberto Lolli (dal 2017)